# Душан Вигњевић
Душан Вигњевић (Писаровина, 7. јануар 1900 — Београд, 8. април 1966), учесник Првог светског рата и Априлског рата и генерал-мајор ЈНА. У периоду од 1950. до 1952. године обављао је дужност начелника Војне академије.

## Биографија
Рођен је 7. јануара 1900. године у Писаровини. Основну школу је завршио у Загребу, док је нижу гимназију завршио у Петрињи. Учесник је Првог светског рата, где као припадник Аустроугарске војске, 1918. године прелази на страну савезника на италијанском фронту и бори се у редовима Српског добровољачког корпуса. Након рата, остаје у професионалној војној служби Југословенске војске новоформиране Краљевине Срба, Хрвата и Словенаца. Завршио је Вишу школу Војне академије и имао чин пешадијског пуковника.
Након капитулације Југословенске војске и окупације Краљевине Југославије, априла 1941. године, одведен је у немачко заробљеништво, где је остао до краја рата.
После рата и ослобођења Југославије, октобра 1945. ступа у професионалну војну службу Југословенске армије (ЈА), обављајући бројне дужности. Био је наставник у Пешадијској официрској школи ЈА, од новембра 1945. до децембра 1946, када постаје начелник Наставног одељења Пете армије. На месту начелника Пешадијског војног училишта (данас Војна академија) налазио се од 1950. до 1952. године, након чега је био помоћник начелника за наставу Управе пешадијских официрских школа, до јула 1956. године. Следећих годину дана, до јула 1957. био је начелник Катедре и предавач на Вишој војној академији ЈНА.
Чин пуковника Југословенске армије (ЈА) добија 28. децембра 1945, а генерал-мајора 22. априла 1947, у ком је и пензионисан у априлу 1958. године.
Преминуо је 8. априла 1966. године у Београду. Кремиран је 11. априла и сахрањен на Новом гробљу у Београду.
Носилац је више југословенских одликовања, међу којима су — Орден југословенске звезде с лентом, Орден заслуга за народ другог реда, Орден народне армије другог реда и др.